# Pila a combustibile

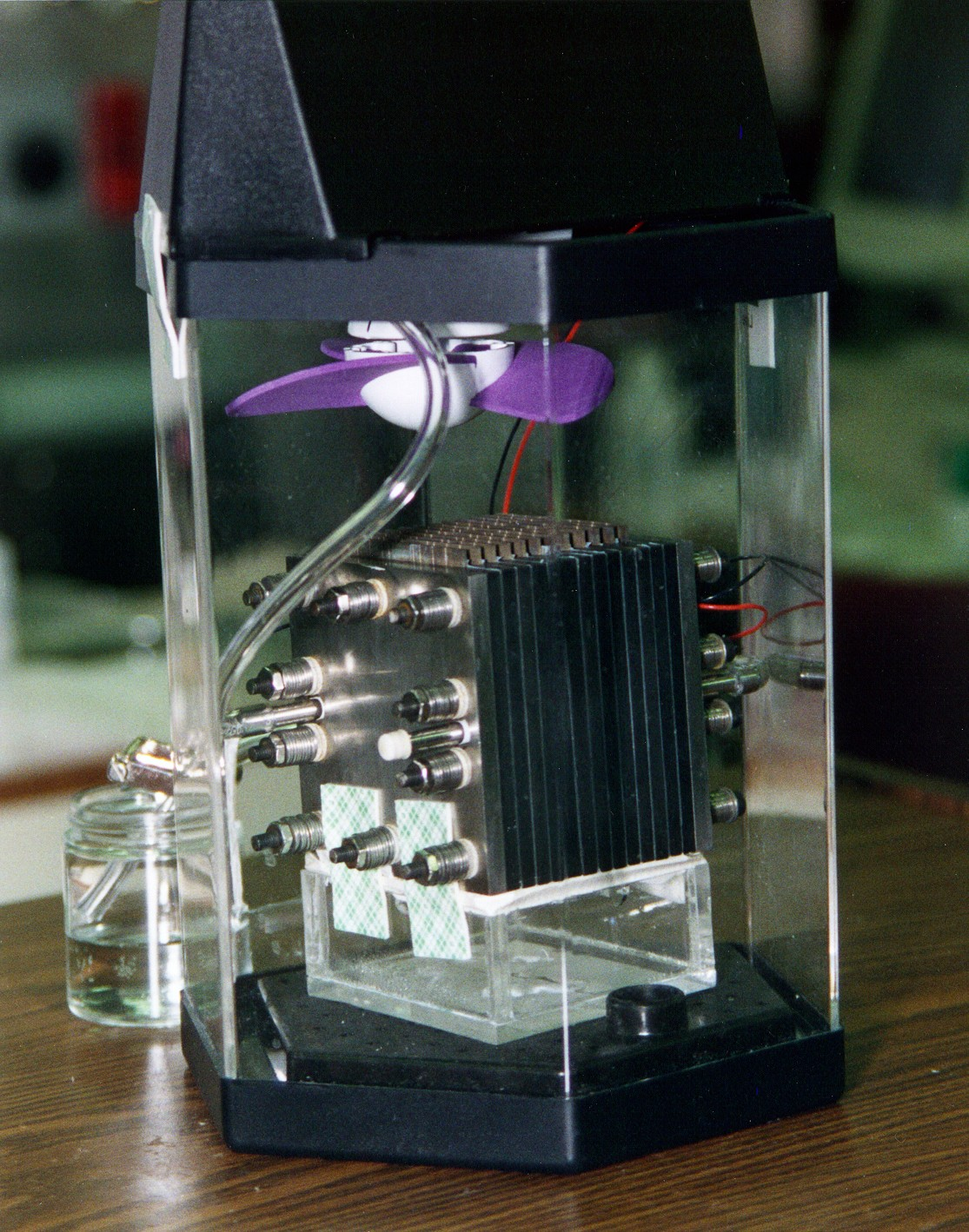
Pila a combustibile dimostrativa costituita da dodici celle

Una pila a combustibile (detta anche cella a combustibile dal nome inglese fuel cell) è un dispositivo elettrochimico che permette di ottenere energia elettrica direttamente da certe sostanze, tipicamente da idrogeno e ossigeno, senza che avvenga alcun processo di combustione termica. L'efficienza o rendimento delle pile a combustibile può essere molto alta; alcuni fenomeni però, come la catalisi e la resistenza interna, pongono limiti pratici alla loro efficienza.

## Storia
I primi esperimenti vennero fatti da Sir William Robert Grove nel 1839 sulla base del lavoro teorico sviluppato da Christian Friedrich Schönbein, con elettrodi porosi di platino e acido solforico come bagno elettrolita. La miscela di idrogeno e ossigeno in presenza di un elettrolita produceva elettricità e, come unico scarto d'emissione, acqua. Sfortunatamente non producevano abbastanza elettricità da essere utili all'epoca.
William White Jaques usò invece come bagno elettrolita acido fosforico al posto dell'acido solforico, ma i risultati furono scarsi.
La svolta avvenne nel 1932 con il dott. Francis Thomas Bacon. Invece di utilizzare elettrodi porosi in platino, molto costoso, e acido solforico, assai corrosivo, come bagno elettrolita, il dott. Bacon decise di utilizzare un elettrodo poco costoso, in nickel, e un elettrolita alcalino meno corrosivo. Perfezionò il suo progetto fino al 1959, dimostrandone l'efficacia con una saldatrice alimentata da una pila da 5 chilowatt. Francis T. Bacon, un discendente diretto dell'altro famoso Francis Bacon chiamò così la sua famosa pila la "Cella Bacon" (in inglese Bacon Cell).
Già nell'ottobre del 1959, Harry Ihrig, un ingegnere della Allis-Chalmers, mostrò un trattore da 20 cavalli alimentato da pile a combustibile. Questo fu il primo veicolo alimentato con questa fonte energetica.
Pochi anni dopo, nella prima metà degli anni sessanta, la statunitense General Electric produsse un sistema che aveva il fine di generare energia elettrica basato sulle celle a combustibile e destinato alle navicelle spaziali Gemini e Apollo della NASA. I principi della "cella Bacon" servirono da base per questo progetto.
L'elettricità per lo Shuttle era fornita da celle a combustibile, e alcune di queste celle provvedevano anche alla creazione d'acqua per l'equipaggio.
Il dott. Lawrence H. DuBois del Dipartimento di Difesa e dell'Agenzia per Progetti di Ricerca Avanzata statunitense (DARPA) ideò una cella a combustibile che poteva essere alimentata da diversi idrocarburi sotto forma liquida (metano, etanolo, ecc.). Chiamò così il dott. Prakash, un celebre esperto di acidi e il dott. Olah, entrambi dell'Istituto di Idrocarburi Loker dell'Università del Sud della California (USC) per sviluppare questa cella a combustibile. La USC, in collaborazione con il Jet Propulsion Laboratory (JPL) e l'Istituto Tecnologico della California (Cal Tech) inventarono così l'"ossidazione diretta di idrocarburi liquidi", in seguito chiamata DMFC o "cella a combustibile con alimentazione diretta al metanolo".
I primi impianti a celle a combustibile per uso domestico sono stati collaudati per la prima volta nel progetto urbanistico del quartiere ecosostenibile di Hammarby Sjöstad a Stoccolma che ha preso avvio nei primi anni novanta.

## Principio di funzionamento

### I limiti della reazione

Produzione di energia a partire dall'idrogeno: alla fine del ciclo si producono energia e acqua pura.

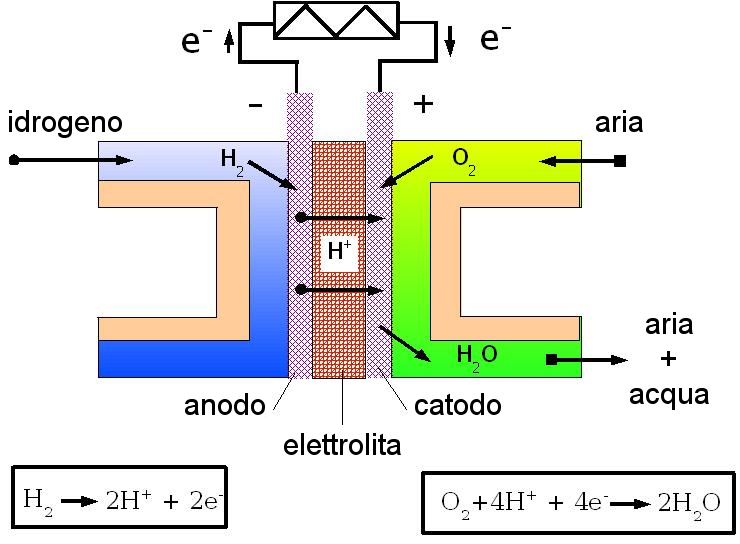
Principio di funzionamento

Il principio alla base delle pile a combustibile è quello della generazione diretta, a partire dalle sostanze reagenti (per esempio idrogeno e ossigeno), di una forza elettromotrice per mezzo di una reazione elettrochimica, in modo analogo alle pile elettriche, anziché attraverso processi di conversione di energia, come si fa invece nei generatori elettrici azionati da macchine a combustione termica. Infatti, il calore generato dalla combustione non può essere completamente convertito in elettricità a causa dei limiti esposti dal teorema di Carnot, conseguente al secondo principio della termodinamica: in base a esso, il massimo rendimento termodinamico {\displaystyle \eta _{max}}, che rappresenta l'efficienza di una macchina termica operante tra una temperatura più alta {\displaystyle T_{a}} e una temperatura più bassa {\displaystyle T_{b}} (per esempio l'ambiente), vale:
{\displaystyle \eta _{max}=1-{\frac {T_{b}}{T_{a}}}}
Anche nelle macchine termiche più efficienti, quali le turbine a gas combinate con turbine a vapore, a causa dei limiti dei materiali di costruzione, raramente il rendimento può sfiorare il 60%, e questo può avvenire solo su impianti a ciclo combinato di ultima generazione. Nei motori alternativi a combustione interna delle più moderne automobili, l'efficienza è spesso al di sotto del 40 %

### La conversione elettrochimica
La reazione elettrochimica si basa sull'idea di spezzare le molecole del combustibile o del comburente (di solito ossigeno atmosferico) in ioni positivi ed elettroni; questi ultimi, passando da un circuito esterno, forniscono una corrente elettrica proporzionale alla velocità della reazione chimica, e utilizzabile per qualsiasi scopo.
In pratica, la scelta dei combustibili è molto limitata, perché ionizzare molte molecole è difficile, e la reazione risulta spesso bisognosa di una grande energia di attivazione, che a sua volta rallenta la reazione e rende l'uso pratico impossibile. L'idrogeno è un gas in grado di essere ionizzato facilmente, perché la sua molecola è costituita da due atomi legati da un legame relativamente debole (H-H); molto più debole, per esempio, di quello tra atomi di idrogeno e carbonio nella molecola del metano ({\displaystyle {\rm {CH}}_{4}}). Il comburente più tipicamente usato è l'ossigeno dell'aria: non solo reagisce con l'idrogeno dando un prodotto innocuo come l'acqua, ma è anche disponibile in abbondanza e gratuitamente dall'atmosfera. Tuttavia, il doppio legame (O=O) tra gli atomi nella molecola dell'ossigeno è più forte che nel caso della molecola di idrogeno, e l'ossigeno rappresenta spesso un ostacolo maggiore nella catalisi delle reazioni elettrochimiche; si parla in gergo tecnico di sovratensione catodica, visto che l'ossigeno viene consumato al catodo della cella, e che una parte della tensione generata dalla cella viene assorbita per promuovere la reazione dell'ossigeno.

### L'efficienza in termini termodinamici
L'efficienza delle pile a combustibile indica il rapporto tra l'energia elettrica prodotta dalla pila a combustibile e l'energia fornita alla pila stessa. Questo rapporto è calcolato come il lavoro {\displaystyle W} ottenuto diviso l'energia libera di Gibbs della reazione:
{\displaystyle \eta ={\frac {W}{-\Delta G_{r}^{*}}}}
dove lo stato {\displaystyle *} indica lo stato in cui i reagenti sono disponibili (idrogeno in pressione nei cilindri, ossigeno atmosferico alla pressione parziale di 20 kPa).
Valori tipici di η per una pila ad idrogeno sono tra il 40 e il 60%.
Il valore esatto di {\displaystyle \Delta G_{r}^{*}} varia con la temperatura, il che porta a una riduzione del massimo lavoro teoricamente estraibile dalla reazione con la temperatura. Allo stesso tempo, l'efficienza η solitamente aumenta con la temperatura, il che può rendere comunque vantaggiosa l'operazione ad alte temperature, secondo il tipo di pila.

#### Definizioni alternative
In alcuni testi viene utilizzata come riferimento, al posto dell'energia libera di Gibbs, l'entalpia:
{\displaystyle \eta ={\frac {W}{-\Delta H_{r}}}}
Il vantaggio di questo approccio è che l'entalpia di reazione è essenzialmente costante, però la quota di 100% perde il significato di massima efficienza possibile, diventando il punto in cui la reazione produce solo lavoro e non calore (il che in alcuni casi è impossibile, in altri non ancora ottimale). Secondo il tipo di reazione, questa definizione risulta in efficienze minori (come nel caso delle pile a idrogeno) o maggiori della definizione precedente.
Alcune pubblicazioni anche prestigiose, come il libro di Larminie e Dicks "Fuel Cell Systems Explained" (ISBN 0-471-49026-1), sostengono l'uso di questa versione perché l'altra "indicherebbe sempre un valore unitario", e non sarebbe pertanto utile. Al contrario, Adrian Bejan, nel suo libro "Advanced Engineering Thermodynamics" (ISBN 0-471-14880-6) indica che proprio la costanza del valore della massima efficienza ottenibile fornisce un comodo punto di riferimento per confrontare i dati reali con la massima efficienza prevista dalla teoria.

### Problemi connessi all'uso dell'idrogeno nelle pile a combustibile
I problemi connessi all'uso dell'idrogeno come combustibile sono essenzialmente la sua scarsa densità energetica su base volumetrica (mentre è notevole su base massica), che richiede, per il suo stoccaggio, cilindri in pressione, in alternativa uno stoccaggio criogenico a 20 kelvin, o uso di metodologie di confinamento tramite spugne ad idruri metallici; nessuna di queste soluzioni risolve completamente il problema dello stoccaggio. Una soluzione allo stoccaggio e al trasporto è stata sviluppata di recente dall'azienda israeliana Electriq che ha brevettato un sistema di trasformazione dell'idrogeno in una polvere inerte e ha realizzato un generatore da cantiere alimentato da cartucce di idrogeno in polvere. Questa difficoltà ha stimolato vari filoni di ricerca alcuni dei quali rivolti a sostituire come combustibile l'idrogeno a favore di altri tipi di combustibili, quali il metanolo e l'acido formico; con questi combustibili, la densità di potenza prodotta dalla pila è ridotta rispetto all'uso del solo idrogeno, relegando le applicazioni possibili al solo campo dell'elettronica (in particolare cellulari e laptop). Le peggiori caratteristiche della pila con combustibili alternativi all'idrogeno sono dovute essenzialmente all'aumento della sovratensione anodica per promuovere la reazione del combustibile.
Alternativamente, all'uso diretto del metanolo, è possibile un processo di trasformazione (reforming) in idrogeno, ma in tale processo si produce anche CO, un composto, che anche in piccole quantità (poche ppm), può portare al completo blocco di funzionamento delle celle. L'ingombrante equipaggiamento di purificazione, necessario per evitare la presenza di monossido di carbonio, aumenta la complessità del sistema con una parallela riduzione delle prestazioni.
Un problema molto forte che riguarda l'utilizzo dell'idrogeno nelle pile a combustibile è il fatto che lo stesso idrogeno, essendo un combustibile artificiale e più precisamente un vettore energetico, deve essere prodotto somministrando energia al sistema, energia in entrata, che serve per produrre energia elettrica iniziale da utilizzare poi per ottenere idrogeno dall'acqua, la stessa energia che, a meno delle inevitabili perdite energetiche durante il processo di fabbricazione dell'idrogeno, è quella immagazzinata nell'idrogeno stesso così ottenuto, con la conseguenza che nel bilancio energetico finale, quindi tenendo conto dei vari rendimenti della filiera energetica (impianto produzione energia → impianto fabbricazione idrogeno → pila a combustibile), una cospicua parte dell'energia in entrata viene inevitabilmente persa (si può arrivare a perdere oltre il 70% dell'energia in entrata secondo i metodi di produzione dell'energia elettrica iniziale per produrre l'idrogeno, e dei metodi di produzione dell'idrogeno).
Nel caso di uso del solo idrogeno, la sicurezza del sistema è spesso citata come un grave problema, ma nell'uso operativo, se si adottano particolari accorgimenti come l'utilizzo di fonti di idrogeno a rilascio controllato (quali gli idruri metallici), l'idrogeno può essere più sicuro della benzina.

## Differenze tra una pila a combustibile e una batteria
Le pile a combustibile producono corrente continua come le normali batterie, e le reazioni seguono in entrambi i casi le leggi dell'elettrochimica. La differenza essenziale consiste nel luogo in cui l'energia viene immagazzinata.
In una batteria,l'energia è immagazzinata nella batteria stessa. La batteria è un sistema completo di stoccaggio e conversione dell'energia.
In una pila a combustibile,l'energia è immagazzinata al di fuori della pila, per esempio in un serbatoio di idrogeno. La pila è solo un convertitore e non contiene di per sé alcuna energia.
Non ha quindi senso parlare di "stato di carica" di una pila a combustibile, che può funzionare indefinitamente (o almeno finché non si usura) fintanto che viene fornito nuovo combustibile e casomai andrebbe indicato il livello di carburante o dello stato di riserva.
Con un'analogia automobilistica, la pila a combustibile è come la pompa carburante per un motore di una macchina: non ha senso chiedere quanti chilometri percorre un determinato motore, se non si conosce la capacità del serbatoio associato.

## Tipi di pile a combustibile

### Pile a membrana a scambio protonico
Le pile a combustibile più note sono le pile a membrana a scambio protonico, o "PEM" (da Polymer Electrolyte Membrane ). In esse, l'idrogeno si separa in protoni ed elettroni sull'anodo; i protoni possono passare attraverso la membrana per raggiungere il catodo, dove reagiscono con l'ossigeno dell'aria, mentre gli elettroni sono costretti a passare attraverso un circuito esterno per raggiungere il catodo e ricombinarsi, fornendo potenza elettrica. Il catalizzatore presente sugli elettrodi è quasi sempre il platino, in una forma o in un'altra.
Le PEM sono di vari tipi, ma le più comuni usano il Nafion, prodotto dall'azienda chimica DuPont, come materiale per le proprie membrane. Il Nafion è fondamentalmente un polimero perfluorurato con legati numerosi gruppi solfonici, che è in grado di trattenere delle "pozze" d'acqua al suo interno, attraverso le quali i protoni possono passare sotto forma di ioni {\displaystyle {\rm {H}}_{3}{\rm {O}}^{+}}. L'uso dell'acqua impone che la pila rimanga sempre al di sotto dei 100 °C, o li superi solo se opportunamente pressurizzata; ciò causa problemi per quanto riguarda il raffreddamento della pila, che richiede un circuito di raffreddamento opportuno se la potenza prodotta supera un certo livello. Il fatto che l'acqua possa evaporare e che venga prodotta continuamente dalla reazione porta a due problemi speculari: la disidratazione della membrana, che avviene quando buona parte dell'acqua della membrana evapora riducendo la sua conducibilità protonica (i protoni non possono più passarci attraverso); e il flooding (letteralmente inondazione), che avviene quando l'acqua si accumula negli elettrodi (catodico e/o anodico) impedendo ai reagenti (ossigeno e/o idrogeno) di raggiungere i siti catalitici. In entrambi i casi, il funzionamento della pila è impedito.
Il catalizzatore al platino è molto sensibile all'avvelenamento da monossido di carbonio, e il livello di questo deve essere mantenuto al di sotto di 1 ppm. Con l'uso di catalizzatori al platino e rutenio, si può arrivare a una tolleranza di 10 ppm. Il monossido di carbonio può accompagnare l'idrogeno se esso arriva da una fase di reforming di altri combustibili (principalmente metanolo e metano).
Un nuovo tipo di polimeri impiegati come membrana sono i polibenzimidazoli, un materiale relativamente economico (si usa nelle tute antincendio dei pompieri), che quando viene utilizzato nelle celle a combustibile viene impregnato con l'acido fosforico. Le celle che utilizzano come elettrolita il polibenzimidazolo (o PBI) possono lavorare a temperature tra i 125 e i 200 °C, riducendo le perdite dovute alla catalisi. Inoltre, non presentano problemi di disidratazione o flooding, e l'alta temperatura permette una tolleranza molto maggiore al monossido di carbonio: è stato dimostrato che delle pile PBI a 200 °C possono funzionare, sebbene a potenza ridotta, anche con concentrazioni di CO superiori al 10%, una quantità che ucciderebbe facilmente una persona (la concentrazione letale di CO è 3760 ppm).
Variazioni sul tema delle PEM sono le celle che possono essere alimentate direttamente con metanolo o acido formico, utilizzati come combustibili liquidi. Entrambi i tipi di pila hanno basse densità di potenza e sono adatti soprattutto alle applicazioni di bassa potenza e quando sicurezza o praticità impediscono l'uso di gas, come nella microelettronica. Le pile ad acido formico non usano un catalizzatore anodico al platino, ma uno al palladio perché la reazione da promuovere è diversa.

### Pile a ossido solido
Le pile a ossido solido (SOFC) lavorano ad altissime temperature (da 800 a 1.000 °C) e sono costituite da materiali ceramici, la cui fragilità di solito ne sconsiglia l'uso in applicazioni mobili; inoltre, il loro avvio è molto lento, e necessita di circa 8 ore. Sono quindi pensate soprattutto per la generazione stazionaria di elettricità. In esse, l'ossigeno passa attraverso un materiale ceramico (zirconia drogata con ossido d'ittrio) per raggiungere il combustibile.
I combustibili nelle pile a ossido solido possono essere diversi: oltre all'idrogeno, anche gli idrocarburi e perfino il monossido di carbonio possono generarvi elettricità. Gli idrocarburi possono effettuare il cosiddetto "reforming interno", grazie alle alte temperature raggiunte. L'alta temperatura può anche essere utilizzata a valle della pila in un ciclo termico, ottenendo un impianto combinato.

### Altre
Altri tipi di pile a combustibile sono:
- Le pile ad acido fosforico (PAFC), considerate una tecnologia "matura" e dalla quale non ci si aspettano ulteriori avanzamenti.
- Le pile alcaline (AFC), che non sono più considerate pratiche perché non tollerano la presenza di {\displaystyle {\rm {CO}}_{2}}, presente nell'atmosfera. Sono state usate nelle missioni Apollo e nello Space Shuttle.
- Le pile a carbonato fuso (MCFC), ad alta temperatura (circa 600 °C) presentano problemi nella gestione di un liquido corrosivo ad alta temperatura.
- Le pile a metanolo diretto (DMFC), a bassa temperatura, utilizzano un combustibile liquido (metanolo CH3OH) e aria in ingresso preriscaldata a circa 80 °C. La soluzione (ad esempio al 3%) reagisce all'anodo con l'acqua dando luogo a CO2 e ioni H+ (oltre naturalmente ad elettroni): come catalizzatori si usano leghe Platino-Rutenio e si ottengono densità di potenza (all'epoca della fonte: 2003) intorno ai 100 mW/cm2 di superficie di cella.
- Le pile a combustibile a etanolo diretto (DEFC).
- Le pile a combustibile rigenerative, che sono pile a combustibile fatte funzionare in modo inverso, consumando elettricità e la sostanza chimica B per produrre la sostanza chimica A.

## Applicazioni

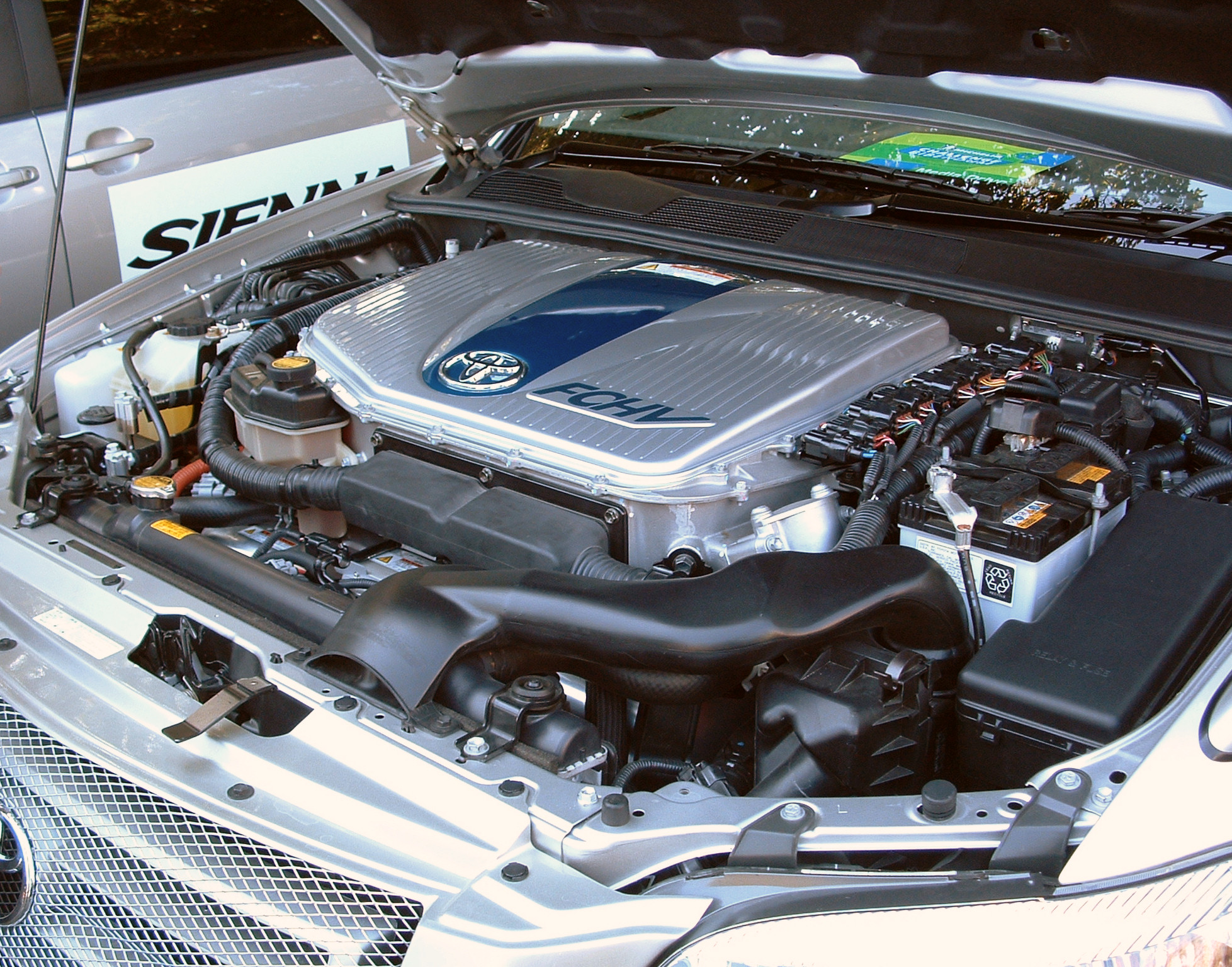
Vano motore del prototipo Toyota Fuel-Cell

L'applicazione che tutti ricordano delle pile a combustibile è l'auto a idrogeno. Però le pile a combustibile hanno molte più applicazioni, e spaziano su un ampio intervallo di potenza: dai cellulari alle centrali elettriche. I costi e la competizione di tecnologie mature come il motore a combustione interna, le batterie agli ioni di litio e le turbine a gas hanno finora impedito la commercializzazione su ampia scala delle pile a combustibile.

### Produzione industriale e costi
Una grande parte del costo delle pile a combustibile è dovuta al processo di produzione attualmente seguito, fondamentalmente artigianale e su ordinazione. I clienti sono spesso istituti di ricerca, e non automobilisti. È quindi ampiamente fondata la voce secondo cui, il giorno in cui le pile a combustibile fossero adottate su larga scala, i prezzi precipiterebbero, così come è recentemente avvenuto per i computer.
Il costo del platino necessario alle pile a bassa temperatura è in realtà una piccola parte del costo di fabbricazione, grazie alle moderne tecniche di dispersione del catalizzatore. Però, va sottolineato come, anche con queste tecniche che permettono di usare meno catalizzatore, la sostituzione di tutto il parco veicoli mondiale con veicoli a pile a combustibile necessiterebbe una quantità di platino ampiamente superiore (si stima un fattore di circa 4) alle riserve planetarie. Al momento, una ampia parte del costo è dovuta alle piastre bipolari; queste sono contemporaneamente il lato catodico di una cella e quello anodico della successiva, e fanno passare attraverso canali tortuosi (per aumentare la turbolenza e accelerare la diffusione) l'aria da un lato e il combustibile dall'altro, contengono spesso dei canali per il liquido di raffreddamento. Il materiale non è in sé costoso, ma il processo di lavorazione è lungo e laborioso.

### Elettronica
Ci si aspetta che l'elettronica, dove la potenza fornita e l'efficienza non sono parametri particolarmente importanti, sarà il primo campo di applicazione delle pile a combustibile nel mondo reale. Oltre a cellulari che funzionano a cartucce di metanolo, sono allo studio computer portatili e gruppi di continuità da usare in caso di black-out.
Uno dei primi brevetti sull'uso in uno smartphone è stato riconosciuto nel 2012 a RIM, che venne seguito a breve da nuovi brevetti simili

### Propulsione veicolare

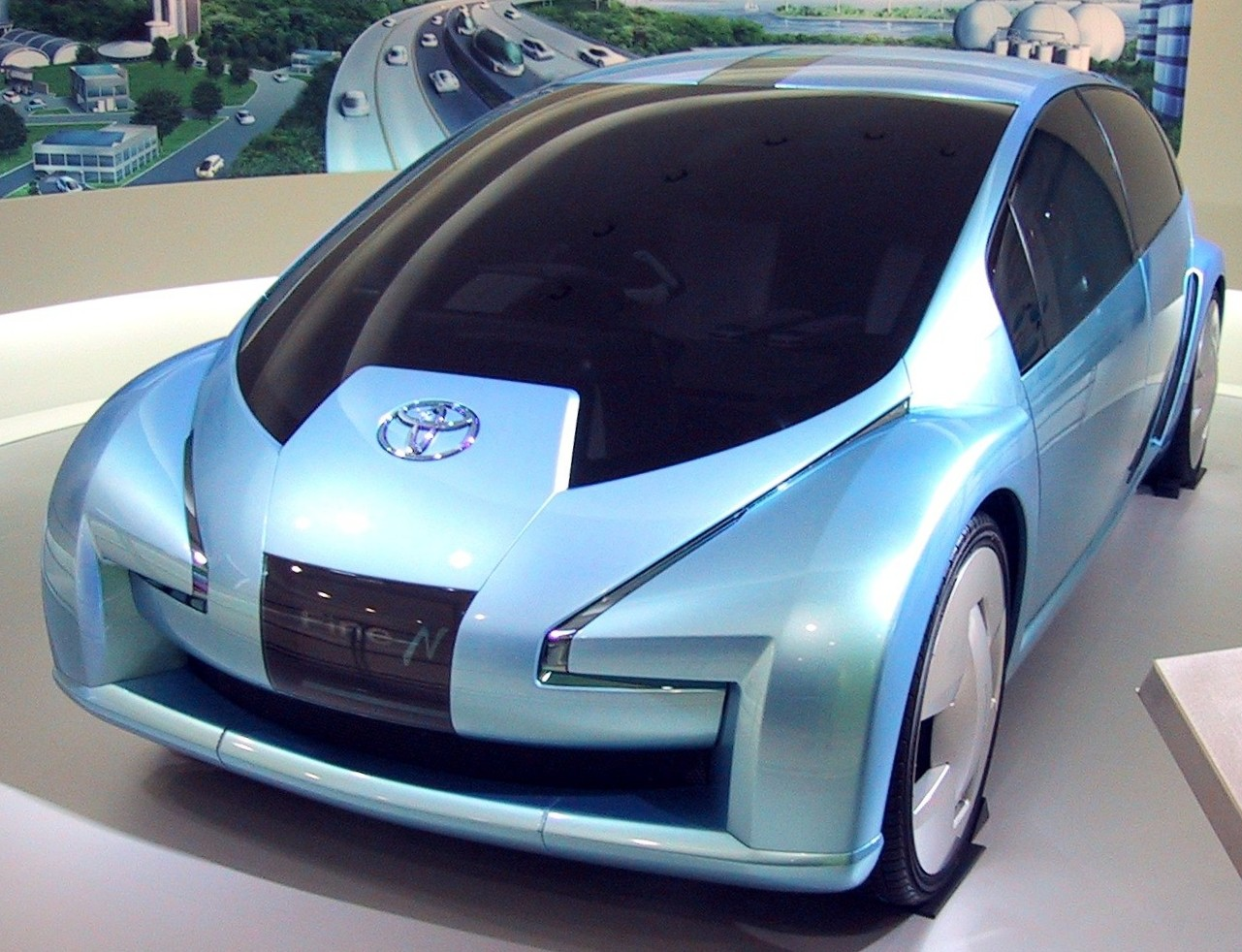
Prototipo di automobile basata su celle a combustione

La praticità e l'affidabilità raggiunta in circa un secolo di sviluppo dai motori a combustione interna non sono facilmente raggiungibili da una tecnologia che solo recentemente è stata adattata all'uso su quattro ruote. Tuttavia, i progressi si succedono in continuazione, e alcuni paesi (soprattutto l'Islanda, ricca di energia ma senza riserve di petrolio) sono particolarmente attivi nel sostegno alla ricerca. Una buona parte dei problemi in questo ambito non riguarda direttamente le pile, ma lo stoccaggio dell'idrogeno a bordo del veicolo.
In generale, ci sono cinque modi principali di stoccare idrogeno su un veicolo:
- Gas compresso: le bombole più recenti possono resistere fino a una pressione nominale di 70 MPa (700 volte la pressione atmosferica), usando materiali compositi. C'è stato uno sviluppo impressionante negli ultimi anni, nei quali la massima pressione ammissibile in questi contenitori è passata da 20, a 30, a 70 MPa. Sono adatti per mezzi a uso irregolare e di piccole dimensioni (scooter, automobili private).
- Idrogeno liquido: il contenitore è in pratica un grosso thermos. L'idrogeno liquido deve rimanere a una temperatura di 20 K, (–253 °C). L'uso di idrogeno liquido evita il problema di avere una bombola in pressione, e permette di utilizzare contenitori più grandi. Un problema critico è l'isolamento termico che deve essere il più efficiente possibile perché, se lasciata inattiva per un certo periodo di tempo, la riserva di idrogeno inizierà a produrre pressione, che andrà rilasciata nell'atmosfera bruciando l'idrogeno eccedente con un sistema automatico. Per questo motivo l'idrogeno liquido è più adatto a veicoli dall'uso regolare e di grandi dimensioni (camion, bus); inoltre, sarebbe un buon metodo di conservazione dell'idrogeno nelle stazioni di servizio.
- Metanolo: una soluzione di metanolo (CH3OH) molto diluita si può ben prestare ad alimentare le celle a metanolo diretto (Direct Methanol Fuel Cell, DMFC). L'attuale (2003) densità di potenza è scarsa per le applicazioni veicolari ma interessante per l'alimentazione di dispositivi portatili. Il doppio vantaggio degli auspicabili sviluppi nell'autotrazione è di poter appoggiare questa tecnologia all'attuale infrastruttura di distribuzione del carburante e di non dover disporre di un reformer a bordo per la produzione di idrogeno.
- Idruri metallici: l'idrogeno reagisce con una serie di metalli (alluminio, boro, magnesio ecc.) e le loro combinazioni per formare idruri in condizioni normali. La reazione genera un po' di calore, e in alcuni casi risulta, sorprendentemente, in una maggiore densità di idrogeno per volume di idruro che nello stesso idrogeno liquido. Tuttavia, per rilasciare l'idrogeno è necessario l'apporto di calore, che non è sempre disponibile all'avvio di un'automobile. Durante l'uso, il calore può essere fornito dalla pila a combustibile stessa. Gli idruri sono una tecnologia nuova che non è altrettanto semplice come le due precedenti, ma offre ampi margini di miglioramento.
- Nanotubi di carbonio: dopo un periodo di grande entusiasmo iniziale, fomentato da sorprendenti risultati sperimentali indicati da alcuni autori, si è scoperto che i dati iniziali non erano riproducibili (cioè erano errati, o peggio falsificati)[senza fonte]. La necessità di temperature bassissime per l'assorbimento dell'idrogeno (60 kelvin) nei tubi, e la scarsa comprensione di come questi potrebbero essere prodotti su scala industriale, ha portato a una rapida diminuzione dell'interesse per questa forma di stoccaggio.

### Insieme a impianti a energia intermittente
Una delle critiche mosse all'energia solare e all'energia eolica è spesso che, non essendoci sempre sole o vento, e non essendo questi comunque costanti, la quantità di energia disponibile è variabile e non corrispondente al bisogno. L'uso di elettrolizzatori, di unità di stoccaggio dell'idrogeno e di pile a combustibile permette di conservare l'energia in eccesso per i momenti in cui la fonte di energia non è disponibile (notte, inverno, vento debole o troppo forte).
Questi sistemi autonomi a idrogeno consistono spesso di una o più sorgenti primarie (sole, vento, energia idroelettrica), un ciclo a idrogeno (elettrolisi, stoccaggio, consumo) e una batteria per lo stoccaggio di breve periodo. La batteria è giustificata dal fatto che il ciclo a idrogeno ha, tipicamente, delle efficienze da giro completo tra il 30% e il 40%, e andrebbe utilizzato solo per il lungo periodo. Per le variazioni più rapide, una batteria risulta essere più efficiente. Non sarebbe possibile usare solo una batteria perché essa sarebbe di dimensioni inaccettabili (per ingombro, costi, rischi ambientali ecc.). Con questi sistemi combinati è possibile arrivare ad efficienze del 65% o oltre, dove l'efficienza è definita come l'energia consegnata alle utenze diviso quella proveniente dalla fonte.

### Centrali elettriche
Le pile ad ossido solido sono adatte anche per l'uso industriale in larga scala, e la loro capacità di essere combinate in cicli ad alta efficienza le rende un modo interessante per produrre elettricità. Sono state indicate efficienze termiche fino al 70% per cicli combinati (pila + turbogas).